# Assemblea de Niue
L'Assemblea de Niue o Parlament de Niue (en niueà: Niue Fono Ekepule) és l'òrgan legislatiu de Niue. Està format per 20 membres; 14 representants dels pobles i 6 elegits en un cens comú de tota l'illa. Els membres són elegits directament per sufragi universal i tenen un mandat de tres anys. Niue segueix el sistema de govern de Westminster, sent el primer ministre elegit per l'Assemblea i el gabinet extret d'aquesta.

## Història
L'Assemblea prové del Consell Insular establert sota la Llei de les Illes Cook de 1915. Aquesta institució va ser dissolta l'any 1959 i reconstituïda com a Assemblea, a la qual se li va concedir successivament un major autogovern. L'Assemblea va assumir el ple poder legislatiu dins de la constitució després de l'autogovern el 1974.
L'Assemblea es troba físicament a Alofi.

## President de l'Assemblea
L'Assemblea està presidida per un President (speaker), elegit pels seus membres fora de les seves files. Si un membre de l'Assemblea és elegit president, ha de renunciar al seu escó. El president no vota en els procediments, i no gaudeix de vot de qualitat.
L'actual president és Hima Douglas.

## Eleccions
Les eleccions se celebren sota un sistema de pluralitat simple, amb els electors dels catorze pobles que elegeixen un membre per cada poble per vot majoritari, i sis membres d'un cens comú. Els electors i candidats han de ser ciutadans de Nova Zelanda o residents permanents a Niue, residents contínuament durant almenys tres anys en algun moment, i residents habituals durant dotze mesos abans de la inscripció com a elector o, si és el cas, la nominació com a candidat. .

## Legislatures de l'Assemblea de Niue
| Legislatura   | Elegit en         | Govern        |
| ------------- | ----------------- | ------------- |
| 13a Assemblea | eleccions de 2008 | No partidista |
| 14a Assemblea | eleccions de 2011 | No partidista |
| 15a Assemblea | eleccions de 2014 |               |
| 16a Assemblea | eleccions 2017    |               |
| 17a Assemblea | eleccions 2020    |               |
| 18a Assemblea | eleccions 2023    |               |

## Procediments legislatius
El poder de l'Assemblea per aprovar la legislació està circumscrit a la constitució. Qualsevol membre pot presentar un projecte de llei, però l'Assemblea no pot procedir en projectes de llei que tracten qüestions financeres sense el consentiment del primer ministre. Els projectes de llei que afecten la llei penal o l'estatus personal, el servei públic o el territori de Niue no poden prosperar sense l'informe del Jutge en cap, la Comissió de Servei Públic de Niue o una Comissió de Demanda corresponent, respectivament.
Un projecte de llei es converteix en llei quan és aprovat per l'Assemblea i certificat pel president. No cal autorització reial .